# Eburia inermis
Eburia inermis är en skalbaggsart som först beskrevs av Edmond Jean-Baptiste Fleutiaux och Sallé 1889.  Eburia inermis ingår i släktet Eburia och familjen långhorningar.
Artens utbredningsområde är:
- Guadeloupe.
- Martinique.

Inga underarter finns listade i Catalogue of Life.